# Ars antiqua

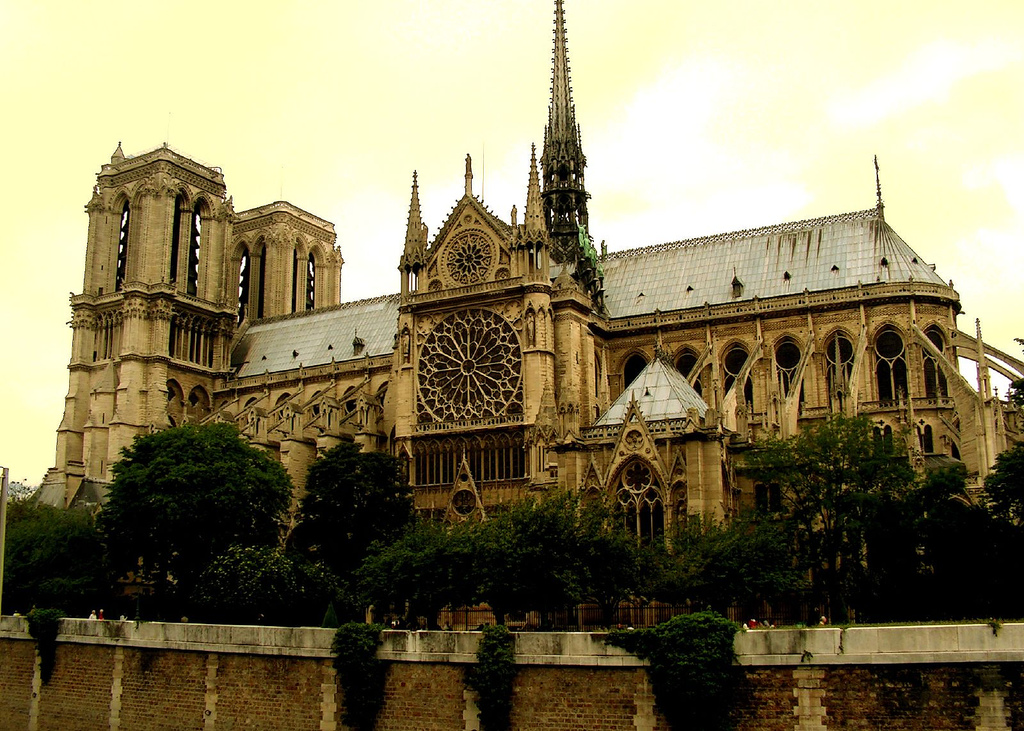
Catedral de Notre Dame.

Ars antiqua, también llamado Ars veterum o Ars vetus, se refiere a la música de Europa de finales de la Edad Media aproximadamente entre 1170 y 1310, que abarca el período de la Escuela de Notre Dame de polifonía y los años posteriores. Comprende los siglos XII y XIII.  A este le siguen otros periodos de la historia de la música medieval denominados ars nova y ars subtilior.

## Terminología
Ars antiqua, ars veterum y ars vetus son términos que la musicología utiliza para referirse a la música polifónica de un período no del todo concreto pero en todo caso anterior al siglo XIV, que se desarrolló de manera especialmente brillante en Francia y que tuvo como principal manifestación el motete politextual.
Por lo general el término se limita a la música sacra, con exclusión de la canción profana cultivada por los trovadores y los troveros, aunque a veces se utiliza para hacer referencia a más o menos toda la música europea del siglo XIII y un poco antes. El término ars antiqua se utiliza en oposición a ars nova, que es el período de la actividad musical aproximadamente entre 1310 y 1375.
La denominación arranca del compositor francés del siglo XIV Philippe de Vitry que tituló su tratado publicado en 1322 Ars nova. En este tratado hacía una contraposición entre el carácter innovador de su estilo -que él consideraba como ars nova- y el estilo imperante en la segunda mitad del siglo XIII; que consideraba totalmente pasado de moda y, por tanto , un arte antiguo o ars antiqua. Esta denominación, acuñada en el siglo XIV con un cierto carácter depreciativo, es lo que la moderna historiografía musical utiliza para referirse a la música polifónica europea anterior al siglo XIV. A pesar del carácter peyorativo que adquiere la expresión en el tratado que le da nacimiento, por los mismos años, Jacobo de Lieja, otro teórico y compositor hacía una defensa de este estilo en su tratado Speculum musicae.

## Fechas
En cuanto a la datación de este periodo los académicos no coinciden en todas las fuentes:
- En opinión de algunos, el ars antiqua abarca toda la polifonía anterior al ars nova, es decir, anterior al 1320.[4]
- En el extremo contrario están quienes consideran que sólo debe aplicarse a la música polifónica de la segunda mitad del siglo XIII, es decir la que Philippe De Vitry consideraba especialmente pasada de moda y que viene representada por Petrus de Cruce (Pierre de la Croix) y por Franco de Colonia.[5]
- También están los que lo hacen coincidir con todo el siglo XIII. Entre estos se encuentran Leigh Gerdine,[6] Jane Chance[7] así como diversos profesores de la Universidad de Salamanca. Conforme a Juan Carlos Asensio el ars antiqua strictu senso abarca desde la Escuela de Notre Dame hasta el ars nova,[8] en un sentido idéntico se expresan otros profesores de la misma universidad como Asunción Gómez o Matilde Chaves.[9]
- Otros avanzan su inicio a finales del siglo XII.[10]
- Finalmente, otro grupo considera que es la música polifónica de entre los años 1100 y 1300 aproximadamente[2] o bien los dos siglos: el XII y el XIII[11] de modo que sí incluyen la música de la Escuela de Notre Dame.

De todos modos, la opinión mayoritariamente aceptada como más autorizada considera que, a menudo, esta denominación abarca desde la Escuela de Notre Dame hasta el advenimiento del ars nova, es decir, desde aproximadamente 1150 hasta 1300 o 1320.

## Historia

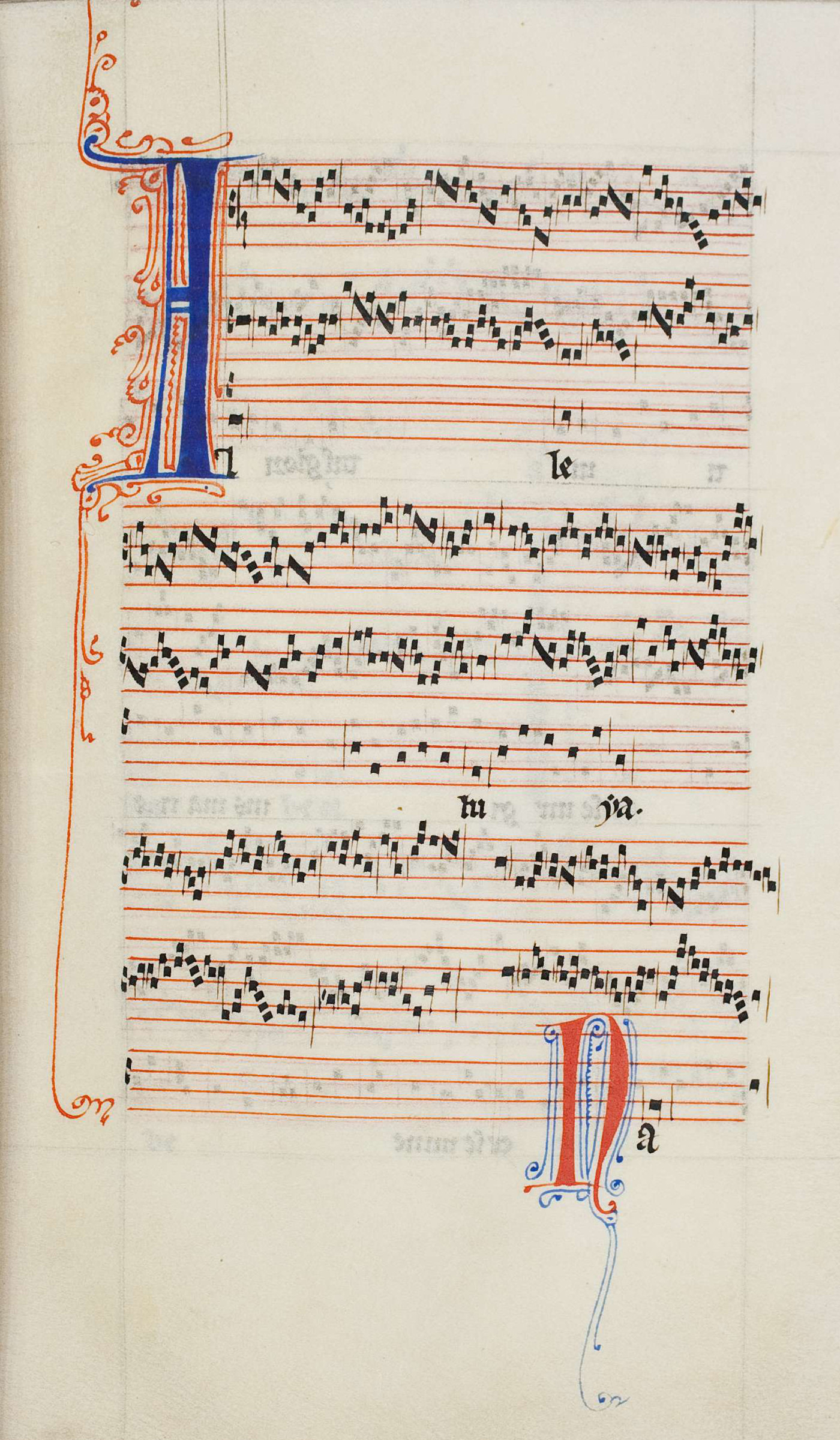
Alleluia Nativitas de Perotín.

En la segunda mitad de siglo XII, Europa conoció tiempos de extraordinaria prosperidad cultural. Se empiezan a construir las grandes catedrales góticas como la Catedral de Notre Dame en París que será crucial para el ars antiqua. 
El centro principal de actividad se sitúa en la denominada Escuela de Notre Dame de la cual formó parte un grupo de músicos, entre los que se encuentran dos que pasaron a la historia por ser los primeros autores polifónicos conocidos: Léonin y Pérotin. Las composiciones de todos ellos se conocen como la música de la Escuela de Notre Dame y se encuadra en el ars antiqua.

## Formas y técnicas compositivas
El ars antiqua es una consecuencia del desarrollo musical ocurrido entre los siglos IX y XII, cuando aparecen las primeras formas polifónicas:
- El organum, que consistía en añadir a una melodía gregoriana, llamada cantus firmus , una segunda voz a la distancia de un intervalo de cuarta o quinta, llamada voz organalis. Esta técnica se desarrolló en el marco de la música religiosa.
- El discantus, que consistía en dos voces que se mueven en dirección contraria.
- El conductus, que es un nuevo sistema polifónico nacido con la citada Escuela de Notre Dame, en el que la melodía principal no es gregoriana, sino inventada por el compositor, con un ritmo más o menos procesional.
- El motete, que constituye la gran invención de esta escuela. Se trata de un canto a dos o tres voces de carácter contrapuntístico. Tiene la peculiaridad de que cada voz independiente tiene un texto diferente y un ritmo también diferente, por lo que resulta una música muy vivaz y contrastada.
- El canon, que es una forma polifónica en la que hay una sola melodía pero que se va repitiendo mediante entradas sucesivas de diferentes voces o instrumentos. La diferencia con las demás formas polifónicas es que aquí hay una sola melodía pero cantada o tocada en tiempos diferentes.

En esta época se desarrolla la técnica conocida como "nota contra nota" o  contrapunctus, que con el tiempo se va elaborando cada vez más fundamentalmente en la parte rítmica llegando a cantar muchas notas por cada nota del tenor, nota que muchas veces tenía el apoyo de algún instrumento.

## Innovaciones teóricas
En la teoría de la música, durante el ars antiqua tuvieron lugar varias mejoras respecto de las prácticas anteriores, la mayoría de ellas en cuanto a la concepción y la notación del ritmo. El teórico musical más famoso de la primera mitad del siglo XIII, Johannes de Garlandia, fue el autor del tratado De mensurabili musica (alrededor de 1240), que definió y dilucidó los modos rítmicos de una forma más completa. 
Un poco más tarde el teórico alemán Franco de Colonia fue el primero en describir un sistema de notación musical en el que a los diferentes valores rítmicos se asocian signos distintivos (en Ars cantus mensurabilis escrito hacia 1260). Esta fue una innovación que tuvo un fuerte impacto en la historia posterior de la música europea. La mayoría de la música escrita que conservamos del siglo XII utiliza los modos rítmicos tal y como fueron definidos por Garlandia.

## Compositores y teóricos

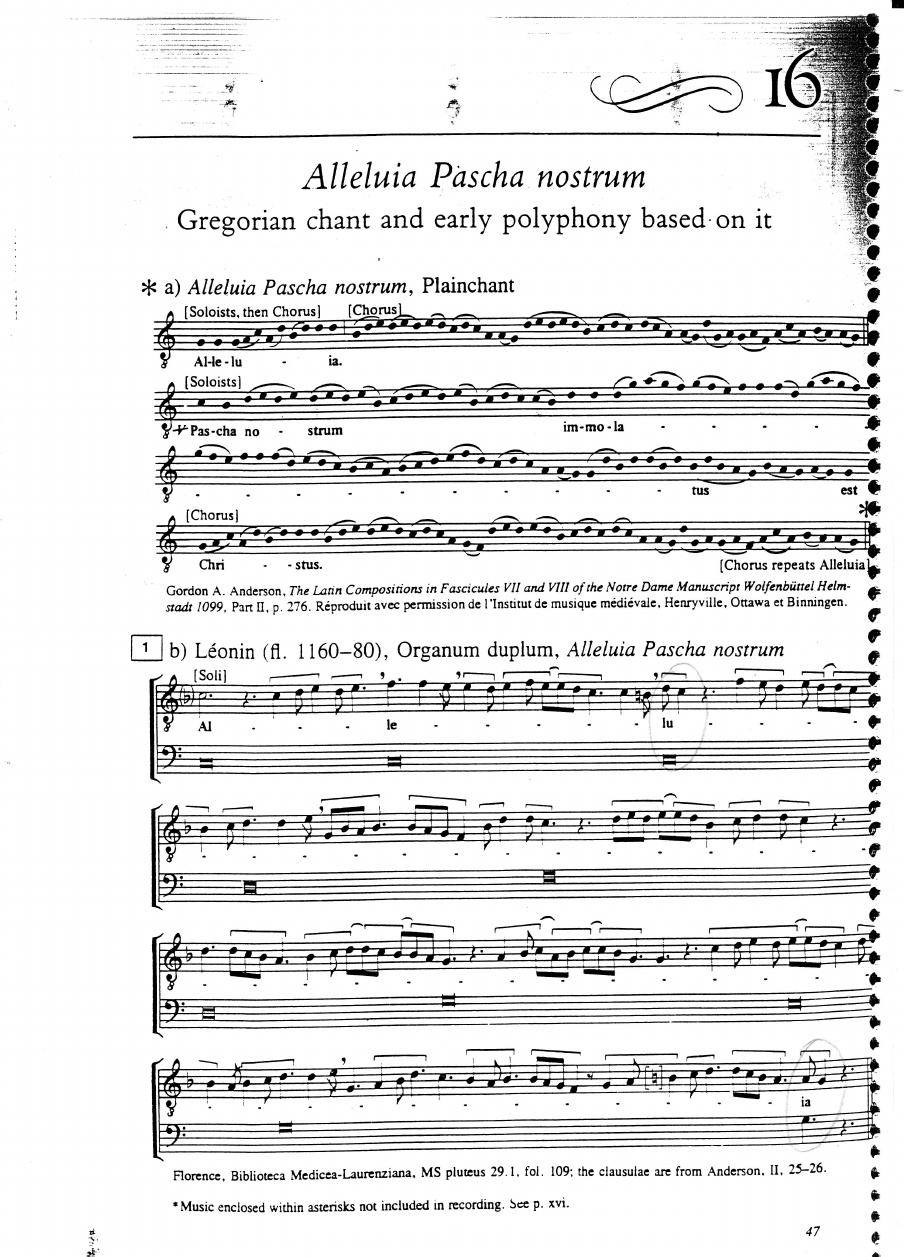
Página de partitura de "Alleluia Pascha nostrum," canto gregoriano con polifonía temprana basada en él.

Casi todos los compositores del ars antiqua son anónimos. Léonin (fl. finales del siglo XII) y Pérotin (fl. c.1180 - c.1220) fueron los dos compositores conocidos por el nombre de la escuela de Notre Dame. En un período algo posterior tenemos a Petrus de Cruce, un compositor de motetes, que es uno de los pocos cuyo nombre se ha conservado.
De los teóricos cabe destacar Jacobo de Lieja, y también a Franco de Colonia y Adam de la Halle.
Aunque el estilo del ars antiqua comenzó a pasar de moda durante las primeras dos décadas del siglo XIV, tuvo su último defensor en Jacobus de Lieja, que en su obra Speculum Musicae (c. 1320) lanzó un violento ataque contra un ars nova "irreverente y corrupto", defendiendo vigorosamente al estilo antiguo. Sus comentarios pueden considerarse un modelo para los críticos de música desde la Edad Media hasta la actualidad. Para Jacobo el ars antiqua era una música modesta mientras que el ars nova era música lasciva, es decir, indulgente, caprichosa, indecente y sensual.

## Discografía
Antologías
- 1976 – Music of the Gothic Era. Early Music Consort of London, David Munrow, dir. Deutsche Grammophon 53185.
- 1985 – École Notre-Dame: Messe du jour de Noël. Ensemble Organum, Marcel Pérès, dir. Harmonia Mundi 11148.
- 1986 – Ecole de Notre Dame de Paris. Le chant des Cathédrales. Ensemble Gilles Binchois, Dominique Vellard, dir. Harmonic 8611.
- 1990 – Music of the Middle Ages. The Western Wind. (Libro con dos cassettes. Schirmer Books ISBN 0-02-872953-6) . 
 Reedición parcial en CD: Medieval Music. Hilliard Ensemble, Paul Hillier, dir. Conifer 4.
- 1992 – Les Escholiers de Paris. Motets, Chansons et Estampies du XIIIe siècle. Ensemble Gilles Binchois, Dominique Vellard, dir. Harmonic 9245.
- 1995 – École Notre-Dame: Messe de la Nativité de la Vierge. Ensemble Organum, Marcel Pérès, dir. Harmonia Mundi 1538.
- 1996 – Dame de Flors. École Notre-Dame siglo XII-XIII. Ensemble Discantus, Brigitte Lesne, dir. Opus 111 30-175.
- 1997 – Vox Sonora. Diabolus in Musica, Antoine Guerber, dir. Studio SM 2673.
- 1997 – Codex Bamberg. Camerata Nova, Luigi Taglioni, dir. Stradivarius 33476.
- 2001 – La Bele Marie. Songs to the Virgin from 13th-century France. Anonymous 4. Harmonia Mundi 7312.
- 2005 – A History of Music, 5: The Birth of Polyphony. Anonymous 4. Harmonia Mundi 8167.
- 2006 – Paris expers Paris. Diabolus in Musica, Antoine Guerber, dir. Alpha 102.

Léonin & Pérotin
- 1976 – Vox Humana. Vokalmusik aus dem Mittelalter. Studio der frühen Musik, Thomas Binkley, dir. EMI "Reflexe" 46401.
- 1989 – Pérotin. Hilliard Ensemble, Paul Hillier, dir. ECM 1385.
- 1992 – Philippe Le Chancelier: École de Notre-Dame, Conductus, Lai, Sequence, Rondellus. Sequentia. Deutsche Harmonia Mundi 77035
- 1993 – École de Notre-Dame de Paris. Ensemble Gilles Binchois, Dominique Vellard, dir. Harmonic 9349
- 1995 – L'âge des Cathédrales, Musiques extraites du "Magnus Liber Organi". Theatre of Voices, Paul Hillier, dir. Harmonia Mundi 7157.
- 1996 – Pérotin et l'Ars Antiqua. Hilliard Ensemble, Paul Hillier, dir. Hilliard Live HL 1001.
- 1997 – École de Notre-Dame: Léonin, Pérotin, plein-chant et organum tiré du Magnus Liber Organi. Orlando Consort.
- 2004 – Pérotin & l'École de Notre Dame. Ensemble Gilles Binchois, Dominique Vellard, dir. Ambroisie 9947.